# الاستبعاد
الاستبعاد في الفلسفة والمنطق، هو تدمير شيء ما والحفاظ عليه في آن واحد، واستخدم على نطاق واسع في فلسفة هيجل.
ويستخدم هيجل مصطلح الاستبعاد لتمييز حركة المقولات المجردة في المنطق. وطبقاً للمثلث فإن أعلى المقولات هي التي تستبعد. أي تدمر مقولة النقيض في حركة الفكر. ومع ذلك فإن المقولة الأعلى تحفظ كل المحتوى الإيجابي للمقولات السابقة عليها، وإنما في حالة تحول. والاستبعاد عند هيجل مجرد ومنطقي، ويفيد كوسيلة لبناء نسق من المقولات . فهو يفعل فعل الوسيلة الشكلية لحل التناقضات، وفي الحقيقة يوفق بينها.
أما في المادية الجدلية فإن مصطلح الاستبعاد يُستخدم في وصف الاستمرارية المتتالية في التطور. وفي تمييز علاقة الظاهرة الأولى بالظاهرة الأعلى منها.